# Perilissus gilvus
Perilissus gilvus är en stekelart som beskrevs av Barron 1992. Perilissus gilvus ingår i släktet Perilissus och familjen brokparasitsteklar. Inga underarter finns listade i Catalogue of Life.